# Hüntwangen
Hüntwangen ist eine politische Gemeinde im Bezirk Bülach des Kantons Zürich in der Schweiz.

## Wappen
Blasonierung:
In Blau eine goldene Garbe, überhöht von einem goldenen Sensenblatt

## Geographie

Luftbild (1968)

Hüntwangen liegt im Rafzerfeld, dem rechtsrheinischen Gebiet des Kantons Zürich.
Nachbargemeinden sind Hohentengen, Glattfelden (Exklave Neuhus), Eglisau, Wil und Wasterkingen.
Es liegt zwischen Zürich und Schaffhausen. Westlich verläuft die Grenze zwischen Deutschland und der Schweiz.
Mit der Bahn kann man in kurzer Zeit Schaffhausen, Bülach, Zürich oder Winterthur erreichen.
Mit dem Auto ist es etwa 20–30 min vom Flughafen Zürich-Kloten entfernt.

## Geschichte
Die Bezeichnung «Huntwangin» erscheint erstmals im Jahre 1254; sie bedeutet so viel wie «Hirschweide».

## Bevölkerung
| Jahr      | 1640 | 1722 | 1836 | 1850 | 1900 | 1950 | 2000 | 2005 | 2010 | 2015 | 2020 | 2022 |
| --------- | ---- | ---- | ---- | ---- | ---- | ---- | ---- | ---- | ---- | ---- | ---- | ---- |
| Einwohner | 175  | 456  | 588  | 639  | 538  | 523  | 784  | 904  | 946  | 1013 | 1066 | 1092 |

- Bevölkerungsdichte: 222,6 Einw./km²
- Konfessionszugehörigkeit: 36,4 % evangelisch-reformiert, 16,4 % römisch-katholisch, 47,1 % andere oder keine konfessionelle Zugehörigkeit (Stand: 2022)[6]

## Politik

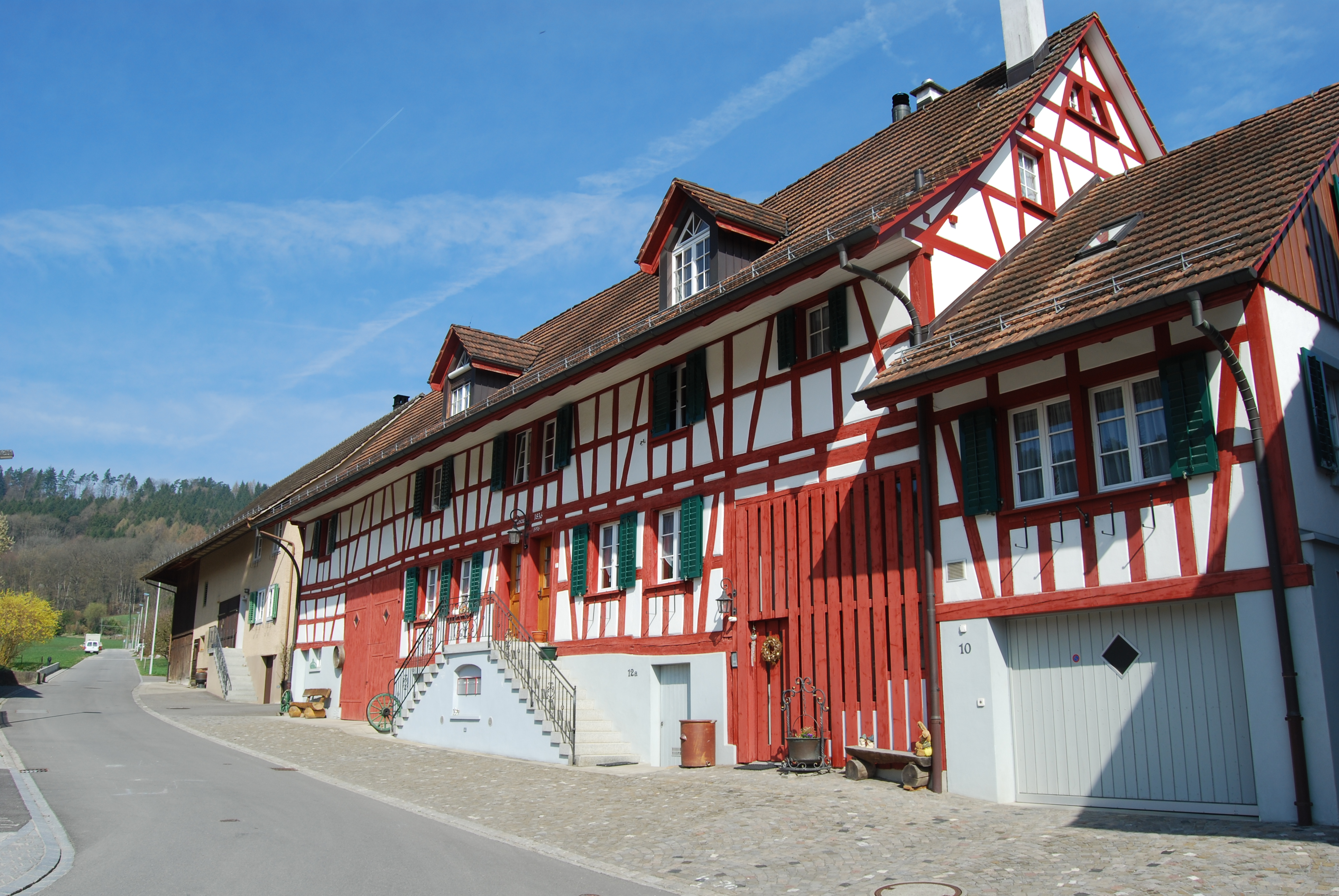
Fachwerkhaus in Hüntwangen

Gemeindepräsident ist Matthias Hauser (SVP, Stand November 2023).
Bei der Nationalratswahl 2019 erreichten die Parteien folgende Wähleranteile: SVP 42,79 %, glp 13,89 %, Grüne 11,89 %, SP 11,43 %, FDP 9,70 %, CVP 3,51 %, EVP 3,36 %, BDP 1,45 %, EDU 0,92 % und andere (8) 1,05 %.
Die Wähleranteile bei der Nationalratswahl 2023: SVP 45,29 % (+2,50 %), SP 13,53 % (+2,10 %), glp 10,07 % (−3,82 %), FDP 8,27 % (−1,43 %), Grüne 6,77 % (−5,12 %), Die Mitte 6,59 % (+1,63 %), EVP 2,73 % (−0,64 %), Aufrecht Zürich 2,48 %, EDU 1,75 % (+0,83 %), Mass-Voll! 1,10 %, andere (10) 1,41 %.